# DOS/4GW
DOS/4G, DOS/4GW — ранее широко используемый 32-битный расширитель DOS, позволяющий программам для DOS использовать до 64 Мбайт расширенной памяти (дальше первого мегабайта) на процессорах Intel 80386 и более поздних. Работает в MS-DOS и прочих DOS-совместимых операционных системах — PC-DOS, DR-DOS, FreeDOS и даже в DOS-эмуляторах, таких как DOSBox.
DOS/4G был разработан компанией Rational Systems (теперь Tenberry Software). Позднее стал распространяться в составе компилятора Watcom C, где в название добавили букву "W" - DOS/4GW.
Стал очень популярен благодаря играм (таким как Doom), в разработке которых он использовался.